# Supercopa Polonesa de Voleibol Masculino de 2019
A Supercopa Polonesa de Voleibol Masculino de 2019 foi a 8.ª edição deste torneio organizado anualmente pela Liga Polonesa de Voleibol (PLS). Ocorreu no dia 23 de outubro, na cidade de Gliwice, na Arena Gliwice.
O ZAKSA Kędzierzyn-Koźle conquistou seu primeiro título desta competição ao derrotar o Projekt Warszawa. O oposto polonês Łukasz Kaczmarek foi eleito o melhor jogador da partida.

## Regulamento
O torneio foi disputado em partida única.

## Equipes participantes
| Equipe                 | Cidade           | Qualificação                                                   | Última participação |
| ---------------------- | ---------------- | -------------------------------------------------------------- | ------------------- |
| ZAKSA Kędzierzyn-Koźle | Kędzierzyn-Koźle | Campeão da PlusLiga de 2018–19 e da Copa da Polônia de 2018–19 | 2017                |
| Projekt Warszawa       | Varsóvia         | Vice-campeão da PlusLiga de 2018–19                            | Estreante           |

## Resultado
| Data   | Hora  |                        | Placar |                  | Set 1 | Set 2 | Set 3 | Set 4 | Set 5 | Total  | Relatório |
| ------ | ----- | ---------------------- | ------ | ---------------- | ----- | ----- | ----- | ----- | ----- | ------ | --------- |
| 23 out | 17:30 | ZAKSA Kędzierzyn-Koźle | 3–1    | Projekt Warszawa | 25–17 | 34–32 | 19–25 | 25–23 |       | 103–97 | Relatório |

## Premiação
| Supercopa Polonesa de 2019                  |
| ------------------------------------------- |
| ZAKSA Kędzierzyn-Koźle Campeão (1.° título) |